# Vomitory
Vomitory est un groupe de death metal suédois, originaire de Forshaga. Le groupe est formé en 1989 par le bassiste Ronnie Olson, le guitariste Urban Gustafsson, et le batteur Tobias Gustafsson. Depuis sa création, le groupe a fait paraître un total de huit albums studio, soit six au label Metal Blade Records. En février 2013, Vomitory annonce une dernière date de tournée le 27 décembre 2013 avant sa dissolution totale la même année.

## Biographie

### Débuts (1989–1999)
Vomitory s'est formé en tant que trio musical en 1989 à Forshaga, en Suède, par Ronnie Olson à la basse, Urban Gustafsson à la guitare, et Tobias Gustafsson à la batterie. Un peu plus tard, le groupe participe à son premier show en 1990, et décide par la suite de recruter Bengt Sund à la basse, et de mettre Olson uniquement au chant. Le line-up du groupe s'agrandit dès l'arrivée en 1991 d'Ulf Dalegren à la guitare. Avec ce line-up pour le moment stable et complet, le groupe enregistre une démo éponyme sur cassette audio la même année. Le groupe se forge un public grâce aux chaînes musicales underground et attire l'attention du label discographique suisse Witchhunt Records. Le label fait paraître leur démo Moribund sous format LP en 1993, avec les titres Untouchable Challenge, et Undivulged. Thomas Bergqvist endossera plus tard la place de bassiste.
Par la suite, Vomitory enregistre une cassette audio promotionnelle, mais celle-ci n'est pas bien accueillie par les labels. Vomitory décide alors d'auto-produire Through Sepulchral Shadows, et un millier d'exemplaires ont été vendus en 1994. Presque une année plus tard, le groupe part en tournée en Pologne. Fadeless Records, une société localisée aux Pays-Bas, offre un contrat au groupe en 1996 qui fera ensuite paraître son premier album studio intitulé Raped in Their Own Blood. Par la suite encore, le line-up est en plein changement, avec Olson et Bergqvist qui quittent le groupe, et qui se voient remplacé par Jussi Linna au chant et Erik Rundqvist à la basse. Ils feront paraître ensemble leur second album studio intitulé Redemption en 1999 avant d'embarquer pour deux tournées européennes.

### Metal Blade et tournées (2000–2009)
Dix ans après sa création, le groupe signe au label Metal Blade Records, label qui distribuera leurs deux albums à venir — Revelation Nausea en 2001, et Blood Rapture (enregistré au Studio Kuling à Örebro, en Suède et mixé au Berno Studio) l'année suivante en 2002 — aux côtés du producteur Henrik Larsson. En 2004, le groupe fait paraître leur cinquième album studio, Primal Massacre. Il s'agit du dernier album enregistré aux côtés du guitariste Ulf Dalegren, qui décide par la suite de quitter Vomitory l'année suivante, ; il est remplacé par Peter Östlund,. En novembre 2006, le groupe est confirmé pour le Maryland Deathfest V qui se déroulera du 26 au 27 mai 2007. Également, les premiers albums, Raped in Their Own Blood (1996) et Redemption (1999) sont prévus pour être distribué en version limitée sous format vinyle par le label Animate Records. Le 29 juillet 2006, ils participent au festival Stonehenge aux Pays-Bas.
Décembre 2006, le groupe entre en studio pour l'enregistrement de son sixième album. Vomitory explique selon ses termes : « Cette fois, on va travailler avec Rikard Löfgren, le fondateur et dirigeant des studios Leon Music. » Début 2007, Vomitory annonce la fin des enregistrements pour leur sixième album. En mars 2007, le groupe poste en-ligne le titre Terrorize Brutalize Sodomize de leur album du même nom sur leur page MySpace. Le 1er mai 2007, le groupe fait paraître l'album Terrorize Brutalize Sodomize au label Metal Blade Records, dont la session d'enregistrement date de décembre 2006,. Il est bien accueilli par l'ensemble de la presse spécialisée,,. La même année, Vomitory participe au festival Up From the Ground les 24 et 25 août 2007 à Gemünden, en Allemagne, aux côtés de groupes comme Arch Enemy, Enthroned et Testament.
En juillet 2008, le groupe annonce plusieurs dates de tournées européennes entre septembre et novembre 2008. Début 2009, le groupe commence l'enregistrement de leur septième album aux côtés du groupe Incantation. En mai 2008, ils participent au Trauma Fest en Espagne. Avant ça, en avril 2008, ils annoncent l'écriture d'un septime album prévu pour début 2009. Cette même année, le groupe étend son contrat avec le label Metal Blade Records. En avril 2009, le groupe poste le titre Serpents de leur album à venir Carnage Euphoria dans leur page MySpace. Carnage Euphoria est commercialisé le 27 septembre 2009.

### Opus Mortis VIIIet séparation (2010–2013)
Le groupe fait paraître son huitième album, Opus Mortis VIII en 2011 au label Metal Blade Records. La session d'enregistrement s'est déroulée aux Leon Music Studios hors de Karlstad, en Suède, aux côtés du producteur Rikard Löfgren.
En mars 2013, Vomitory est annoncé participer au Sweden Rock Festival du 5 au 8 juin 2013, aux côtés de groupes comme Amon Amarth, Status Quo et Vader, entre autres. Vomitory effectue sa toute dernière date de tournée le 27 décembre 2013 au Metal Clüb / Nöjesfabriken de Karlstad avant sa dissolution la même année. Le groupe explique sa dissolution par ses mots : « Après 24 ans, huit albums et des centaines de shows en live dans plus de 30 pays, on parvient finalement à voir le bout du tunnel. Nous dans le groupe — Tobias, Urban, Erik et Peter — avons décidé ensemble de mettre fin à VOMITORY dès 2013. Ca nous a tous coûté, mais les bonnes choses ont une fin, et pour VOMITORY, cette fin, c'est maintenant. »

## Membres

### Derniers membres
- Urban Gustafsson – guitare (1989–2013)
- Tobias Gustafsson – batterie (1989–2013)
- Erik Rundqvist – chant, basse (1999–2013)
- Peter Östlund – guitare (2005–2013)

### Anciens membres
- Ronnie Olson – chant, basse (1989–1996)
- Bengt Sund – basse (1990–1993)
- Ulf Dalegren – guitare (1991–2005)
- Thomas Bergqvist – basse (1993–1996)
- Jussi Linna – chant (1996–1999)

### Membres de tournée
- Danny Tunker – guitare (2012)

## Discographie
- 1996 : Raped in Their Own Blood (Fadeless Records)
- 1999 : Redemption (Fadeless Records)
- 2000 : Revelation Nausea (Metal Blade)
- 2002 : Blood Rapture (Metal Blade)
- 2004 : Primal Massacre (Metal Blade)
- 2007 : Terrorize Brutalize Sodomize (Metal Blade)
- 2009 : Carnage Euphoria (Metal Blade)
- 2011 : Opus Mortis VIII (Metal Blade)[26]